# Myiotheretes striaticollis
A Myiotheretes striaticollis a madarak (Aves) osztályának verébalakúak (Passeriformes) rendjébe és a királygébicsfélék (Tyrannidae) családjába tartozó faj.

## Rendszerezése
A fajt Philip Lutley Sclater angol ornitológus írta le 1853-ban, a Taenioptera nembe Taenioptera striaticollis néven.

## Alfajai
- Myiotheretes striaticollis striaticollis (P. L. Sclater, 1853)
- Myiotheretes striaticollis pallidus Berlepsch, 1906[2]

## Előfordulása
Az Andok-hegységben, Argentína, Bolívia, Kolumbia, Ecuador, Peru és Venezuela területén honos. Természetes élőhelyei a szubtrópusi és trópusi hegyi esőerdők, magaslati füves puszták és cserjések, valamint szántók és erősen leromlott egykori erdők. Állandó, nem vonuló faj.

## Megjelenése
Testhossza 21–23 centiméter, testtömege 64 gramm. Nemének legnagyobb faja.
|  |

## Életmódja
Rovarokkal és kisebb gerincesekkel táplálkozik.

## Természetvédelmi helyzete
Az elterjedési területe rendkívül nagy, egyedszáma pedig stabil. A Természetvédelmi Világszövetség Vörös listáján nem fenyegetett fajként szerepel.